# Lago Sarnen
O Lago Sarnen é um lago localizado no cantão de Obwald, na Suíça. As localidade de Sarnen e Sachseln estão localizados nas margens do lago. A sua área é de cerca de 7,5 km ² e sua profundidade máxima é de 51 m. Tem cerca de 6 km de comprimento e 1,3 quilómetros de largura.